# Hamdi Dhouibi

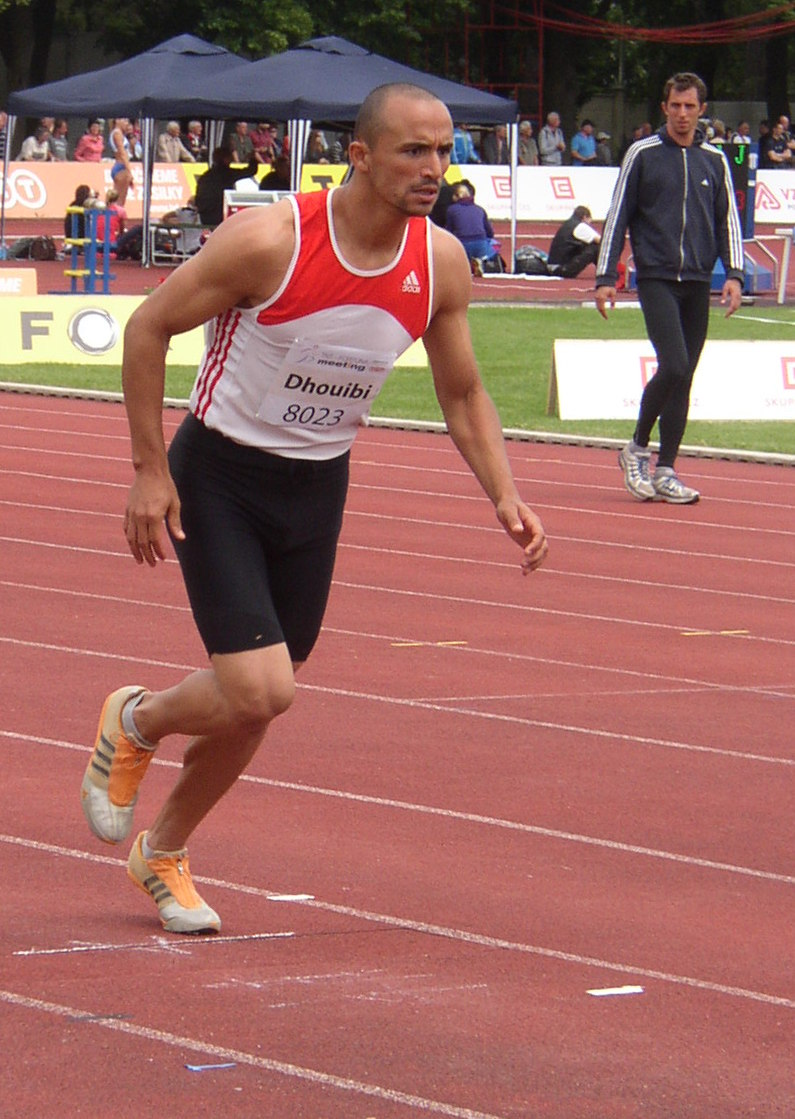
Hamdi Dhouibi in Kladno, 2010

Hamdi Dhouibi (* 24. Januar 1982 in Kairouan) ist ein tunesischer Zehnkämpfer.
Dhouibi machte erstmals 2001 auf sich aufmerksam, als er bei den Afrikanischen Juniorenmeisterschaften den Titel im Stabhochsprung gewann und über 110 Meter Hürden Dritter wurde. Im gleichen Jahr beendete er die Zehnkämpfe bei den Mittelmeerspielen und den Spielen der frankophonen Länder jeweils auf dem zweiten Platz.
2005 nahm Dhouibi in Helsinki erstmals an Leichtathletik-Weltmeisterschaften teil. Mit der persönlichen Bestleistung von 8023 Punkten wurde er Elfter und stellte dabei einen neuen Afrikanischen Rekord auf. Im selben Jahr belegte er bei den Mittelmeerspielen in Almería den dritten Rang.
Bei den Leichtathletik-Afrikameisterschaften 2006 in Bambous gewann Dhouibi die Goldmedaille im Zehnkampf und die Bronzemedaille im Stabhochsprung. Dieselben Platzierungen gelangen ihm im folgenden Jahr bei den Panafrikanischen Spielen in Algier. Bei den Leichtathletik-Afrikameisterschaften 2010 in Nairobi siegte er im Stabhochsprung.